# شهرداری تعاونی
شهرداری تعاونی (به انگلیسی: Municipal corporation) یک اصطلاح حقوقی برای نوعی از شهرداری‌ها در ایالات متحده، کانادا، ایرلند، نیوزلند،‌ بریتانیا و هند است که در آن اهالی محل امور شهری را به‌طور عمده خود انجام می‌دهند. در شهرداری‌های تعاونی، برای نمونه نگهداری از راه‌های منطقه و بخشی از امور اداری و دیوان‌سالاری توسط خود ساکنان محل انجام می‌شود.
به شهر و روستاهایی که این‌گونه اداره می‌شوند، شهر و روستاهای تعاونی‌محور (incorporated) گفته می‌شود.